# بطولة العالم لسباقات فورمولا 1 موسم 2001
بطولة العالم لسباقات فورمولا 1 موسم 2001 عقدت في سنة 2001 م، وفاز بها مايكل شوماخر (بالإنجليزية: Michael Schumacher)‏ من فريق فيراري (بالإنجليزية: Ferrari)‏ بسيارته الفيراري. مايكل شوماخر الذي بدأ السباق في الخط رقم 11 حصل على أفضل توقيت في الجولة 3 من السباق في أسرع لفة له. هذا السائق في المجموع حصد 123 نقطة.

## الوصلات الخارجية
- الموقع الرسمي للفورمولا 1